# Michael Augustin (Fußballspieler, 1996)
Michael Augustin (* 29. April 1996) ist ein österreichischer Fußballspieler.

## Karriere
Augustin begann seine Karriere beim SV Telfs. 2011 ging er in die AKA Tirol, ehe er 2013 zur Regionalligamannschaft des FC Wacker Innsbruck wechselte. Sein Profidebüt gab er am 11. Spieltag 2015/16 gegen den Floridsdorfer AC; in diesem Spiel schoss er das Ausgleichstor.
Im Jänner 2017 wurde er an den Regionalligisten SC Schwaz verliehen.
Zur Saison 2017/18 kehrte er zu seinem Jugendklub SV Telfs zurück, war dort sechs Jahre lang aktiv und wechselte in weiterer Folge im Sommer 2023 zur SPG Silz/Mötz.